# توزیع نرمال-ویشارت
در نظریه احتمالات و آمار توزیع نرمال-ویشارت یک توزیع پیوسته چهار متغیره است که معمولاً به عنوان توزیع مزدوج پیشین برای توزیع نرمال با میانگین و واریانس نامعلوم به کار می‌رود. 

## تعریف
فرض کنیم متغیر مربوط به میانگین دارای توزیع گوسی چند متغیره 
{\displaystyle {\boldsymbol {\mu }}|{\boldsymbol {\mu }}_{0},\lambda ,{\boldsymbol {\Lambda }}\sim {\mathcal {N}}({\boldsymbol {\mu }}|{\boldsymbol {\mu }}_{0},(\lambda {\boldsymbol {\Lambda }})^{-1})}
و متغیر مربوط به ماتریس کواریانس دارای توزیع ویشارت باشد
{\displaystyle {\boldsymbol {\Lambda }}|\mathbf {W} ,\nu \sim {\mathcal {W}}({\boldsymbol {\Lambda }}|\mathbf {W} ,\nu )}
در اینصورت می گوییم زوج میانگین-واریانس دارای توزیع ویشارت-نرمال است
{\displaystyle ({\boldsymbol {\mu }},{\boldsymbol {\Lambda }})\sim \mathrm {NW} ({\boldsymbol {\mu }}_{0},\lambda ,\mathbf {W} ,\nu ).}
و توزیع مشترک را به این صورت مشخص می کنیم: 
{\displaystyle f({\boldsymbol {\mu }},{\boldsymbol {\Lambda }}|{\boldsymbol {\mu }}_{0},\lambda ,\mathbf {W} ,\nu )={\mathcal {N}}({\boldsymbol {\mu }}|{\boldsymbol {\mu }}_{0},(\lambda {\boldsymbol {\Lambda }})^{-1})\ {\mathcal {W}}({\boldsymbol {\Lambda }}|\mathbf {W} ,\nu )}

## توزیع‌های مربوطه
- توزیع نرمال-ویشارت وارونه
- توزیع نرمال-گاما
- توزیع ویشارت